# Ліське повстання (1932)
Ліське повстання або Селянські виступи в Ліському повіті (пол. Powstanie leskie) — збройний виступ, переважно українських селян в якому протягом 19 червня - 9 липня 1932 року взяли участь понад 30 000 селян Ліського, Добромильського, Турківського і Сяноцького повітів Львівського воєводства  проти свавілля поміщиків та політики санаційного режиму Польської республіки.

## Передумови
Ситуація у Польській Республіці на початку 1930-х років зумовлювалася кількома обставинами. Перш за все, складне становище польської економіки, після різкого спаду внаслідок Великої депресії, що призвело до падіння макроекономічних показників, зниження соціальних стандартів та високого рівня безробіття. Економічна криза характеризувалася нестачею продовольства у селі, безробіттям серед працюючого населення, а стрімке падіння цін на сільськогосподарську продукцію водночас із її стрімким зростанням на промислову продукцію пришвидчували процес зубожіння села. Другим важливим фактом було низьке соціально-політичне становище селянства у політичній системі Другої Речі Посполитої, яке становило переважну більшість серед польських громадян українського походження. Через це проблема складного соціального становища поєднувалася з напруженими міжнаціональними відносинами між правлячою польською більшістю та українською меншістю.
На думку Єжи Ґедройця, який у цей час працював у прес-бюро Ради Міністрів, саме непродумана соціальна, аграрна та національна державна політика санаційної влади була основною причиною Ліського повстання.
Ліське повстання було частиною більшої хвилі виступів селян по всій території Другої Речі Посполитої. Можна згадати хоча б інциденти в Малопольському воєвідстві (в Люблі неподалік Коросна) або в Лапанові коло Бохні. Не можна нехтувати й можливістю аґітації (як з боку українських, так і польських організацій), яка в тодішніх обставинах «промовляла» до населення, потрапляючи на дуже податливий ґрунт, але нема жодних історичних джерел, які б цю версію підтверджували.

## Перебіг

Учасники повстання Василь Дуник, Михайло Малецький і Петро Мадей, під час суду, який виніс їм смертний вирок, згодом змінений на довічне ув'язнення. 1932 р.

Безпосереднім приводом Ліського повстання була спроба запровадити трудову повинність для селян для ремонту доріг під виглядом «свята праці» (пол. Święto pracy). Це форма громадських робіт, які започаткував у м. Риманів та околицях графа Ян Непомуцен Потоцький, власника риманівських земель. Вони полягали у тому, що кожен селянин мав безкоштовно відпрацювати протягом року один день на будівництві громадських споруд — доріг, мостів, народних домів, шкіл тощо для потреб ґміни.
Повстання тривало від 19 червня до 9 липня 1932 і охопило понад 30 тис. селян 19 сіл Ліського, а також Турківського, Сяноцького і Добромильського повітів.